# Mia Hermansson (judoutövare)
Mia Hermansson, född 12 december 1992 i Lund, är en svensk judoutövare. Hon började tävla för Lugi Judoklubb och tävlade även för Stockholmspolisens IF.
Hermansson tävlade för Sverige vid olympiska sommarspelen 2016 i Rio de Janeiro, där hon blev utslagen i den första omgången i 63-kilosklassen mot Edwige Gwend.
Vid EM i Tel Aviv 2018 skadade Hermansson sig så pass allvarligt att hon blev tvungen att avsluta sin elitkarriär.